# Ета Ерідана
Ета Еріда́на (η Еріда́на, скорочено Eтa Eрi, η Eрi), офіційна назва Ажа (з тихою літерою «h», можливо [ˈeɪzə] ),  — гігантська зірка в сузір'ї Ерідан. Згідно з вимірюваннями паралакса, зробленими під час місії Гіппаркос, знахолиться приблизно на відстані 137 світлових років від Сонця.

## Номенклатура
η Ерідана (лат. Eta Eridani) — позначення зірки Байєром.
Вона носило традиційну назву Ажа від старого арабського астеризму نَعَام أُدْحِيّ udḥiyy al-naʽām «страусине гніздо» (або «місце виведення»), яке включало Ету Ерідан. Перше слово, ادحى udḥiyy, було помилково скопійовано як ازحى (читається як azḥā) у середньовічних рукописах. У 2016 році Міжнародний астрономічний союз організував Робочу групу з імен зірок (WGSN)  для каталогізації та стандартизації власних імен для зірок. 12 WGSN схвалив назву Azha для цієї зірки вересень 2016 року, і тепер він включений до списку схвалених IAU імен зірок. 
Китайською мовою 天苑 (Tiān Yuàn), що означає Небесні Луки, відноситься до астеризму, що складається з Ета Ерідана, Гамма Ерідана, Пі Ерідана, Дельта Ерідана, Епсилон Ерідана, Дзета Ерідана, Пі Кита, Тау1 Ерідана, Тау2 Ерідана, Тау3 Ерідана, Тау4 Ерідана, Тау5 Ерідана, Тау6 Ерідана, Taу7 Ерідана, Taу8 Ерідана і Taу9 Ерідана. Отже, китайська назва самої Ети Ерідана —天苑六 (Tiān Yuàn liù, англ. the Sixth Star of Celestial Meadows). 

## Властивості
η Ерідана належить до спектрального класу K3 і має гігантський клас світності. Це еволюційна зірка, яка збільшилася в десятки разів більше Сонця і майже в шістдесят разів більше його світності. Це червоний згустковий гігант, зірка, трохи масивніша за Сонце, яка зараз синтезує гелій у своєму ядрі. Це м’яка барієва зірка, яку іноді називають «напівбарієвою». Хоча більшість барієвих зірок знаходяться в подвійних системах, η Ерідана не має відомого супутника. 